# Campionati del mondo di ciclismo su strada - Corsa in linea maschile Juniors
La gara in linea maschile Juniors è una delle prove disputate durante i campionati del mondo di ciclismo su strada. Riservata a ciclisti di età compresa tra 17 e 18 anni, si svolse per la prima volta nel 1975. Dal 1975 al 1996 e dal 2005 al 2010 si tenne all'interno del programma dei campionati del mondo di ciclismo su strada juniors, riservati unicamente ad atleti della categoria.

## Albo d'oro
Aggiornato all'edizione 2024.
| Anno | Vincitore                                        | Secondo                                          | Terzo                                            |
| ---- | ------------------------------------------------ | ------------------------------------------------ | ------------------------------------------------ |
| 1975 | Roberto Visentini                                | Ad Verstijlen                                    | Alberto Massucco                                 |
| 1976 | Ronald Bessems                                   | Corrado Donadio                                  | Jiří Korous                                      |
| 1977 | Ronny Van Holen                                  | Per-Ove Carlsson                                 | Edwin Menzi                                      |
| 1978 | Vladimir Makarkin                                | Hubert Denstedt                                  | Thomas Landis                                    |
| 1979 | Greg LeMond                                      | Kenny De Maerteleire                             | Jean-François Dury                               |
| 1980 | Roberto Ciampi                                   | Eric Vanderaerden                                | Sergej Navolokin                                 |
| 1981 | Beat Schumacher                                  | Oleh Čužda                                       | Philippe Bouvatier                               |
| 1982 | Roger Six                                        | Andreas Lux                                      | Jurij Abramov                                    |
| 1983 | Søren Lilholt                                    | Oleg Emel'janov                                  | Michael Gozzi                                    |
| 1984 | Tom Cordes                                       | Franco Cavallini                                 | Alex Pedersen                                    |
| 1985 | Raymond Meijs                                    | Evgenij Zagrebel'nyj                             | Jean-Jacques Henry                               |
| 1986 | Michel Zanoli                                    | Richard Luppes                                   | Bart Leysen                                      |
| 1987 | Pavel Tonkov                                     | Erik Dekker                                      | Josef Lontscharitsch                             |
| 1988 | Gianluca Tarocco                                 | Vasilij Davidenko                                | Alessandro Bertolini                             |
| 1989 | Patrick Vetsch                                   | Danny Sleeckx                                    | Steffen Wesemann                                 |
| 1990 | Marco Serpellini                                 | Igor' Dzjuba                                     | Bogdan Fink                                      |
| 1991 | Jeff Evanshine                                   | Tony Morphett                                    | Eddy Mazzoleni                                   |
| 1992 | Giuseppe Palumbo                                 | Pasquale Santoro                                 | Frank Vandenbroucke                              |
| 1993 | Giuseppe Palumbo                                 | Mariano Friedick                                 | Michele Rezzani                                  |
| 1994 | Miguel Morrás Mangado                            | Laurent Lefèvre                                  | Eladio Jiménez                                   |
| 1995 | Valentino China                                  | Ivan Basso                                       | Rinaldo Nocentini                                |
| 1996 | Holger Loew                                      | Jacob Nielsen                                    | Claudio Astolfi                                  |
| 1997 | Crescenzo D'Amore                                | Martin Bolt                                      | Margus Salumets                                  |
| 1998 | Mark Scanlon                                     | Filippo Pozzato                                  | Ėduard Kivičev                                   |
| 1999 | Damiano Cunego                                   | Ruslan Kajumov                                   | Christophe Kern                                  |
| 2000 | Jeremy Yates                                     | Antonio Bucciero                                 | Aleksandr Arekeev                                |
| 2001 | Oleksandr Kvačuk                                 | Niels Scheuneman                                 | Mathieu Perget                                   |
| 2002 | Arnaud Gérard                                    | Jukka Vastaranta                                 | Nicolas Sanderson                                |
| 2003 | Kai Reus                                         | Anders Lund                                      | Lukas Fus                                        |
| 2004 | Roman Kreuziger                                  | Rafaâ Chtioui                                    | Simon Špilak                                     |
| 2005 | Ivan Rovnyj                                      | Timofej Krickij                                  | Sebastian Hans                                   |
| 2006 | Diego Ulissi                                     | Niki Østergaard                                  | Tony Gallopin                                    |
| 2007 | Diego Ulissi                                     | Daniele Ratto                                    | Elia Favilli                                     |
| 2008 | Johan Le Bon                                     | Mattia Cattaneo                                  | Sebastian Lander                                 |
| 2009 | Jasper Stuyven                                   | Arnaud Démare                                    | Marco Haller                                     |
| 2010 | Olivier Le Gac                                   | Jay McCarthy                                     | Jasper Stuyven                                   |
| 2011 | Pierre-Henri Lecuisinier                         | Martijn Degreve                                  | Steven Lammertink                                |
| 2012 | Matej Mohorič                                    | Caleb Ewan                                       | Josip Rumac                                      |
| 2013 | Mathieu van der Poel                             | Mads Pedersen                                    | Iltjan Nika                                      |
| 2014 | Jonas Bokeloh                                    | Aleksandr Kulikovskij                            | Peter Lenderink                                  |
| 2015 | Felix Gall                                       | Clement Betouigt-Suirey                          | Rasmus Pedersen                                  |
| 2016 | Jakob Egholm                                     | Niklas Märkl                                     | Reto Müller                                      |
| 2017 | Julius Johansen                                  | Luca Rastelli                                    | Michele Gazzoli                                  |
| 2018 | Remco Evenepoel                                  | Marius Mayrhofer                                 | Alessandro Fancellu                              |
| 2019 | Quinn Simmons                                    | Alessio Martinelli                               | Magnus Sheffield                                 |
| 2020 | non disputata a causa della pandemia di COVID-19 | non disputata a causa della pandemia di COVID-19 | non disputata a causa della pandemia di COVID-19 |
| 2021 | Per Strand Hagenes                               | Romain Grégoire                                  | Madis Mihkels                                    |
| 2022 | Emil Herzog                                      | António Morgado                                  | Vlad Van Mechelen                                |
| 2023 | Albert Philipsen                                 | Paul Fietzke                                     | Felix Orn-Kristoff                               |
| 2024 | Lorenzo Finn                                     | Sebastian Grindley                               | Senna Remijn                                     |

## Medagliere
Aggiornato all'edizione 2024.
| Pos.   | Nazione          | Oro | Argento | Bronzo | Totale |
| ------ | ---------------- | --- | ------- | ------ | ------ |
| 1      | Italia           | 12  | 10      | 9      | 31     |
| 2      | Paesi Bassi      | 6   | 4       | 3      | 13     |
| 3      | Francia          | 4   | 4       | 6      | 14     |
| 4      | Belgio           | 4   | 4       | 4      | 12     |
| 5      | Danimarca        | 4   | 4       | 3      | 11     |
| 6      | Germania         | 3   | 3       | 2      | 8      |
| 7      | Stati Uniti      | 3   | 1       | 1      | 5      |
| 8      | Unione Sovietica | 2   | 5       | 2      | 9      |
| 9      | Svizzera         | 2   | 1       | 3      | 6      |
| 10     | Russia           | 1   | 3       | 2      | 6      |
| 11     | Rep. Ceca        | 1   | 0       | 2      | 3      |
| 11     | Slovenia         | 1   | 0       | 2      | 3      |
| 11     | Austria          | 1   | 0       | 2      | 3      |
| 14     | Spagna           | 1   | 0       | 1      | 2      |
| 14     | Norvegia         | 1   | 0       | 1      | 2      |
| 16     | Irlanda          | 1   | 0       | 0      | 1      |
| 16     | Nuova Zelanda    | 1   | 0       | 0      | 1      |
| 16     | Ucraina          | 1   | 0       | 0      | 1      |
| 19     | Australia        | 0   | 3       | 1      | 4      |
| 20     | Germania Est     | 0   | 2       | 0      | 2      |
| 21     | Svezia           | 0   | 1       | 1      | 2      |
| 22     | Finlandia        | 0   | 1       | 0      | 1      |
| 22     | Portogallo       | 0   | 1       | 0      | 1      |
| 22     | Tunisia          | 0   | 1       | 0      | 1      |
| 22     | Gran Bretagna    | 0   | 1       | 0      | 1      |
| 26     | Estonia          | 0   | 0       | 2      | 2      |
| 26     | Croazia          | 0   | 0       | 1      | 1      |
| 26     | Albania          | 0   | 0       | 1      | 1      |
| Totale | Totale           | 49  | 49      | 49     | 147    |